# Frank Wenzel
Frank Wenzel (født 16. november 1938, Schleisen i Polen, død 23. november 2015) var grundlægger af Ørnereservatet ved Tuen, naturfotograf og forfatter.
I 1945 flygtede familien Wenzel til Esbjerg. Men forældrene blev skilt, og moren døde af tuberkulose. Frank Wenzel kom i pleje i et hjem i Frederikssund. Her startede hans interesse for fugle. Han kom under skovrider Vagn Holsteins vinger, der lærte Frank om rovfugle.
Det medførte at han som 14-årig udgav en undervisningsbog, Musvågen. Det vakte interesse hos Hans Scherfig, der kendte Frank Wenzels plejefamilie. Samtidig med, at Frank Wenzel kom i lære som pressefotograf på Berlingske Tidende, boede han i perioder hos familien Scherfig.
Han har illustreret bogen Nordens fugle i farver.
Som 20-årig han kom i lære som falkoner hos præsidenten for den tyske falkonerforening, Hans Brehm.
I 1976 flyttede familien til Nordjylland ved Skagen, hvor der var gode rammer for at starte Ørnereservatet. Det blev indviet i 1980 med støtte fra det saudiarabiske kongehus. Wenzel drev Ørnereservatet frem til sin død i 2015, hvorefter ledelsen blev overtaget af hans søn Peter Frank Wenzel.